# ミッテルステナーエ
ミッテルステナーエ（ドイツ語: Mittelstenahe、低地ドイツ語: Mittelsnohn）は、ドイツ連邦共和国ニーダーザクセン州クックスハーフェン郡に属す町村（以下、本項では便宜上「町」と記述する）である。この町は、ザムトゲマインデ・ベルデ・ラムシュテットに属している。主邑のミッテルステナーエの他、ノルトアーンとヴァレルがこの町に含まれる。

## 歴史
ミッテルステナーエは1500年に初めて文献に記録されている。
1972年7月1日にノルトアーンとヴァレルがミッテルステナーエに合併した。

## 行政

### 議会
ミッテルステナーエの町議会は、9人の議員で構成されている。これは人口 501人から1000人のザムトゲマインデに属す町村の議員定数である。9人の議員は5年ごとに住民の選挙で選出される。

### 首長
町議会は、議員のアクセル・クヴァスト (Wählergemeinschaft Mittelstenahe) を任期中の名誉職の町長に選出した。

### 紋章
図柄: 銀地に青い波帯。波帯の両側に5つの青いルーン文字のオーダル（3:2に配置）。
解説: 波帯は、町名の「Mittelstenahe」=「Mittelste Aue」=「中央の水辺の草地」を表している。オーダルは村の原型となった5つの集落を象徴している。

## 社会問題
2007年に、人口260人のミッテルステナーエ集落で過去10年間に30例のがん患者が記録されていることが報告された。ニーダーザクセン州全体のがんの罹患率 0.77 % に比べ、この集落の 11 % は極めて高い数字であった。この集落の上を横切っている連邦軍の2本のマイクロ波通信網がその原因と推測された。マイクロ波通信網は、2002年に廃止されたホークミサイル発射台のものであった。町長のヘルクとザムトゲマインデ長のオッテンは広範な学術的調査を行うよう依頼した。ニーダーザクセン州社会大臣メヒチルト・ロス＝ルッテオマン (CDU) は、このテーマを上位案件であると宣言した。クックスハーフェン郡の郡長カイ＝ウーヴェ・ビーレフェルトは、郡の費用分担の承諾を拒否した。
2008年4月28日、ニーダーザクセン州健康保健局 (NLGA) のミヒャエル・ホープマン氏は、ミッテルステナーエの町議会でがん患者の実態に関する報告書を発表した。その後ベルデ・ラムシュテットでは異常ながん発症率は確認されていない。NLGA の分厚い最終報告の結論は、がん患者の増加の疑いは確認されないというものであった。
この報告は住民情報の一部として、2008年5月19日20時にミッテルステナーエの食堂「カッツ」で一般向けに発表された。

## 関連文献
- Udo Theuerkauf (1997). Samtgemeinde Börde Lamstedt. ed. Kleine Heimatkunde der Börde Lamstedt. Lamstedt
- Männern vom Morgenstern (1999). Hake Betken siene Duven. Das Sagenbuch von Elb- und Wesermündung. Bremerhaven: Männer vom Morgenstern, Heimatbund an Elb- und Wesermündung. ISBN 978-3-931771-16-4